# Philocoprella arvernica
Philocoprella arvernica är en tvåvingeart som först beskrevs av Richards 1929.  Philocoprella arvernica ingår i släktet Philocoprella och familjen hoppflugor. Inga underarter finns listade i Catalogue of Life.